# Flagge der Aborigines
Die Flagge der Aborigines ist das Symbol der Ureinwohner Australiens.

## Beschreibung und Bedeutung
Die Flagge ist horizontal geteilt, oben schwarz und unten rot. In der Mitte befindet sich eine gelbe Scheibe. Der aborigine-stämmige Künstler Harold Thomas, der die Flagge entworfen hatte, konzipierte folgende Bedeutung ihrer Elemente:
- Die gelbe Scheibe symbolisiert die Sonne als Lebensspender. Dieses Gelb („Ockergelb“) ist ein oft in der traditionellen Kunst der Aborigines verwendeter Farbton.
- Schwarz steht für die Aborigines selbst.
- Rot steht für das sprichwörtlich rote Land Zentralaustraliens.

Seit Entstehung und Verbreitung der Flagge gibt es diverse weitere Interpretationen ihrer Elemente. Zum Beispiel wird Rot als den Ocker, der für Zeremonien benutzt wird, gedeutet, oder auch Rot für das Blut und Leid der Aborigines seit der Kolonialisierung Australiens. Zusammen symbolisieren die Farben die Grundlage des Lebens der Aborigines.

## Geschichte

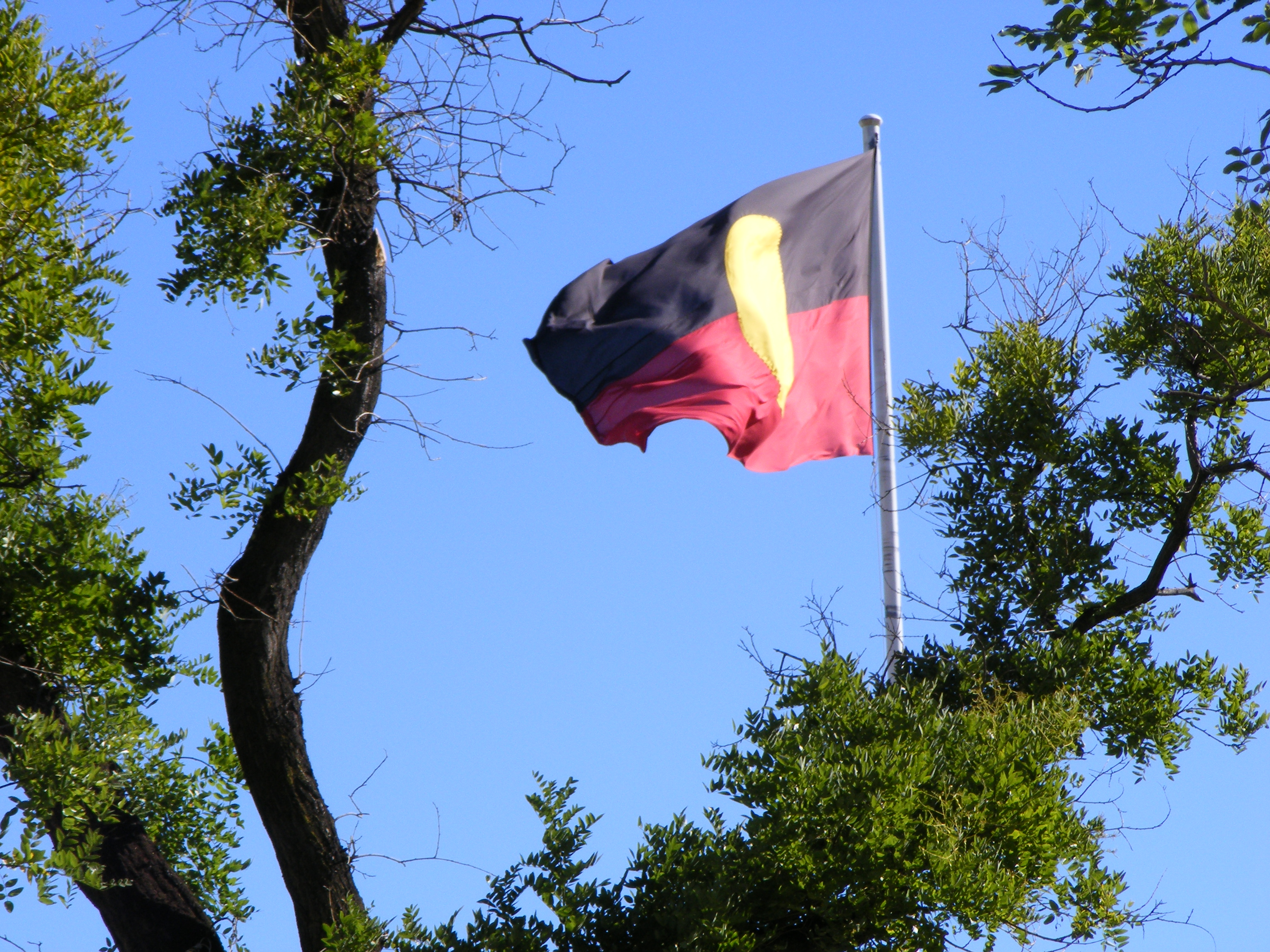
Flagge der Aborigines in Adelaide
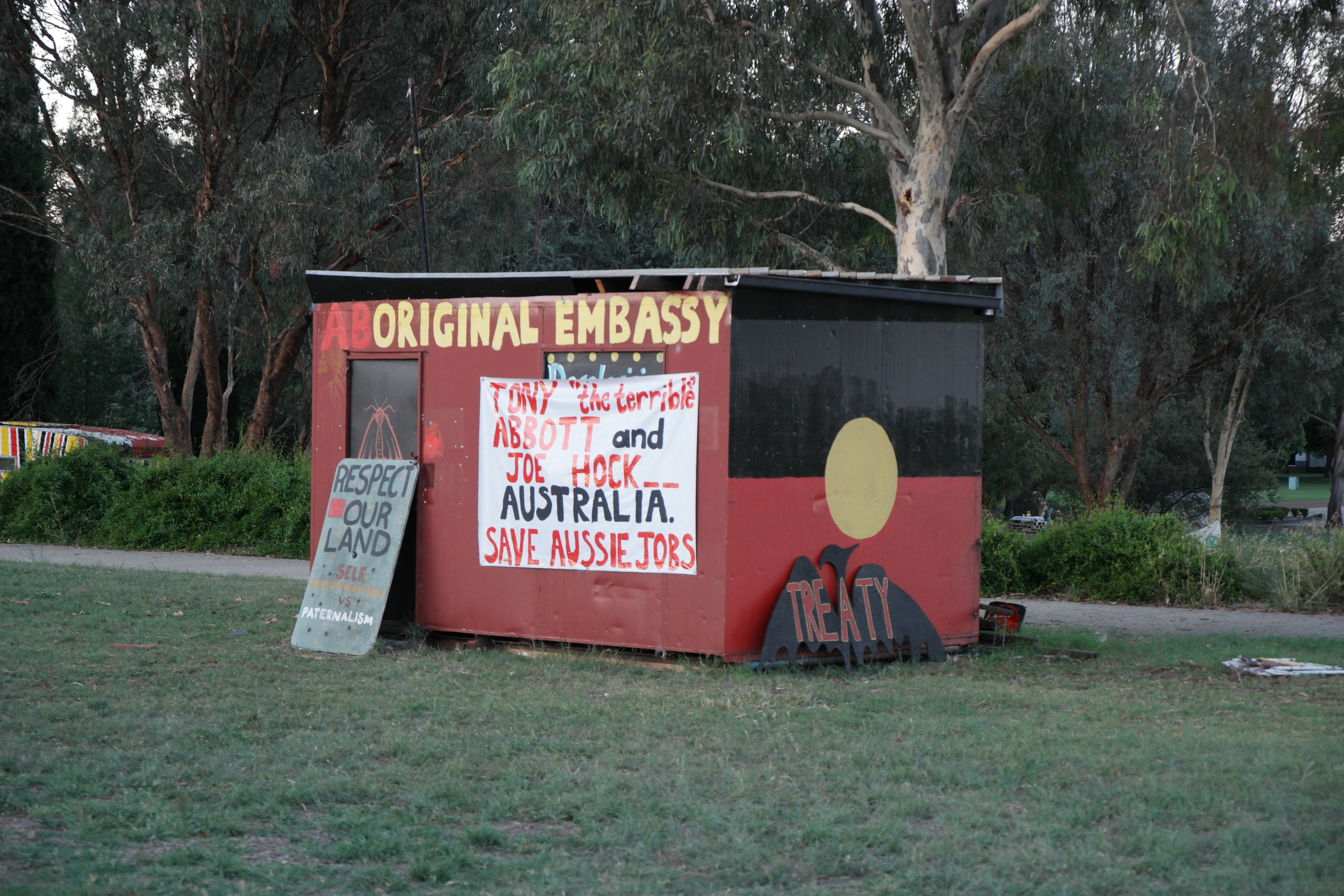
Zelt-Botschaft in Canberra (2015)

Der Aborigine-Künstler Harold Thomas entwarf die Flagge 1970. Zum ersten Mal wurde sie am National Aborigines Day in Adelaide am 12. Juli 1971 in der Öffentlichkeit gezeigt. Sie wehte ab 1972 in der sogenannten Zelt-Botschaft (Aboriginal Tent Embassy) vor dem australischen Parlament in Canberra, bis die Zelt-Botschaft 1977 geschlossen wurde. Die Flagge gewann im Laufe der Zeit Anerkennung bei der australischen Bevölkerung und im Jahr 1995 wurde sie von der australischen Regierung offiziell als eine „Flagge Australiens“ angenommen. Die Zelt-Botschaft besteht seit 1992 wieder kontinuierlich und zeigt ihre Flagge. 
Weltweite Aufmerksamkeit fand die Flagge der Aborigines, als Cathy Freeman nach dem Gewinn einer Goldmedaille im 400-Meter-Lauf der Frauen bei den Olympischen Spielen in Sydney im Jahre 2000 nicht nur die australische Flagge, sondern auch die Aborigine-Flagge im Stadion zeigte, obwohl nur das Zeigen von offiziellen Nationalflaggen in olympischen Stadien erlaubt ist.
Seit 1971, in einem Zeitraum von 50 Jahren, hat sich die Flagge für die Aborigines zu einem wichtigen Symbol ihres Protests und des Feierns entwickelt. Zunehmend ist festzustellen, dass sich auch Nicht-Aborigines mit der Flagge identifizieren und sie zu unterschiedlichen Anlässen verwenden.

## Urheberrecht
Nach einer Entscheidung des australischen Bundesgerichtshofs (Federal Court of Australia) im April 1997 besaß Harold Thomas das Copyright des Designs der Flagge. Im Jahr 1998 erhielt die Firma Carroll and Richardson Flags von Thomas die Lizenz, die Flagge herzustellen.
Im Januar 2022 erwarb der australische Staat das Copyright an der Flagge. Thomas erklärte, dass der Kauf bedeute, dass allen Aborigines und Australiern dadurch die Möglichkeit gegeben ist, die Flagge unverändert zu verwenden.

## Sonstiges

Kombination mit der Flagge Australiens

Im Rahmen des Flaggenstreits über den Union Jack in der Nationalflagge Australiens wird unter anderem auch eine Variante vorgeschlagen, bei der sich statt des Union Jacks die Flagge der Aborigines in der Gösch der Nationalflagge befindet. Diese Flagge wird immer wieder bei politischen Demonstrationen oder als Autoaufkleber verwendet.